# Кузьменко Анатолій Іванович
Анатолій Іванович Кузьменко (нар. 29 липня 1950, Головківка, Олександрійський район, Кіровоградська область, УРСР) — генеральний директор Товариства з обмеженою відповідальністю «УкрАгроКом», народний депутат Верховної Ради України, депутат Кіровоградської обласної ради V та VI скликань. Батько бізнесмена, політика та чиновника Сергія Кузьменка.

## Життєпис
Народився 29 липня 1950 року у селі Головківка на Кіровоградщині. З дитинства захоплювався
футболом, що у дорослому житті переросло у створення спочатку аматорської, а потім професіональної футбольної команди.
Увесь час живе у Головківці, де знаходиться центральний офіс Товариства з обмеженою відповідальністю «УкрАгроКом».
Після закінчення ПТУ № 35 міста Жовті Води у 1970 році, влаштувався на роботу будівельником комплексної бригади Олександрійського міжколгоспбуду.
В лавах Радянської армії Анатолій Кузьменко служив у 1971–1973 роках.
В 1977 році пройшов навчання в Олександрійській автошколі та вступив у колгосп
ім. Калініна Олександрійського району, де працював водієм.
В 1978–1980 роках за направленням колгоспу навчався у Кіровоградському технікумі
керівних кадрів, де здобув спеціальність: «Агроном-організатор».
З 1980 року працював у колгоспі ім. Калініна агрономом, а з січня 1981 року — головним агрономом.
У 1984 році вступив на заочну форму навчання до Дніпропетровського сільськогосподарського інституту, який закінчив в 1989 році, отримавши диплом за спеціальністю «Агрономія» з присвоєнням кваліфікації вченого агронома.
В серпні 1988 року був обраний головою правління колгоспу ім. Калініна.
У 1994–1996 роках — голова правління Асоціації селянських кооперативів с. Головківки.
У 1996–1999 роках — голова агрофірми «Головківська».
З січня 2000 року — генеральний директор Товариства з обмеженою відповідальністю «УкрАгроКом».

## Політична діяльність
В 2006–2010 роках — депутат Кіровоградської обласної ради V скликання, член постійної
комісії з питань праці, соціального захисту та соціального забезпечення
населення.
З 2010 року — депутат Кіровоградської обласної ради VI скликання, голова постійної
комісії з питань соціального розвитку села, аграрної політики, харчової та
переробної промисловості, раціонального використання земель.
У 2001–2010 роках — голова громадської організації «Рада підприємців
Олександрійського району».
З 2010 року — голова громадської організації «Кіровоградська обласна рада
сільськогосподарських підприємств» а також голова Кіровоградської обласної
організації Всеукраїнського об'єднання організацій роботодавців «Федерація
роботодавців агропромислового комплексу України».
На парламентських виборах 2014 року балотувався по мажоритарному округу № 103 з центром в Олександрії, був висунутий партією Блок Петра Порошенка. Переміг, набравши 25 188 голосів (35.52 %).

## Хобі

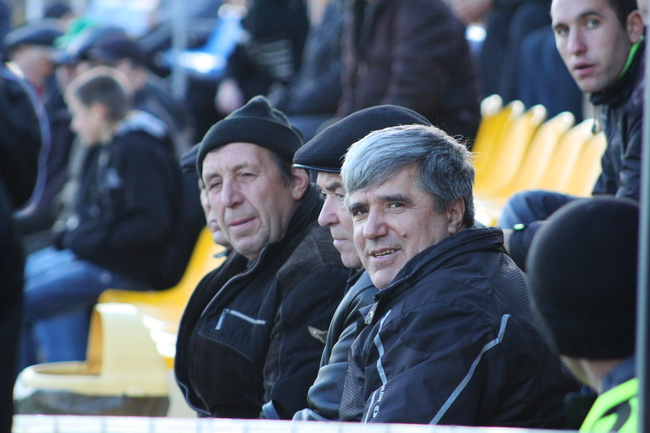
Анатолій Кузьменко на стадіоні «Головківський», 7.11.2012

Основне хобі Анатолія Івановича Кузьменка — футбол. Він до 35 років грав у футбол за команду Головківки. А також був почесним президентом Професіонального футбольного клубу «УкрАгроКом» до моменту його об'єднання з ПФК «Олександрія» та створення на їх базі ФК «Олександрія». Анатолій Іванович Кузьменко активний вболівальник ФК «Олександрія», а Товариство з обмеженою відповідальністю «УкрАгроКом» є титульним спонсором цього футбольного клубу. Анатолій Іванович Кузьменко є почесним президентом ФК «Головківка», де генеральним спонсором виступає Товариство з обмеженою відповідальністю «УкрАгроКом».

## Родина
Батько — Кузьменко Іван Вікторович (8.12.1923 р. — 22.02.1988 р.). Мати — Марія Матвіївна (1926 р. н.).
Брати: Іван (1954 р. н.) — начальник гаража Товариства з обмеженою відповідальністю «УкрАгроКом», Віктор (1960 р. н.) — виконавчий директор ПАТ «Шарівське».
Дружина — Лідія Іванівна (1955 р. н.).
Син Кузьменко Сергій (1975 р. н.) — голова Кіровоградської обласної державної адміністрації, народний депутат України VII скликання, Президент ФК «Олександрія».
Донька Олена Фесюк (Кузьменко) (1981 р. н.).
Внуки: Іван Кузьменко (1998 р.н.), Анна Фесюк (2000 р. н.), Анастасія Кузьменко (2009 р. н.), Матвій (2014 р.н.).

## Нагороди
- Почесна грамота Верховної Ради України «За особливі заслуги перед Українським народом» (2004).

- Орден «За заслуги» ІІІ ступеня[5].

- Орден «За заслуги» ІІ ступеня[6].